# Hegyi berkiposzáta
A hegyi berkiposzáta (Horornis fortipes) a madarak osztályába, ezen belül a verébalakúak (Passeriformes) rendjébe és a berkiposzátafélék (Cettiidae)  családba tartozó faj.

## Rendszerezése
A fajt Brian Houghton Hodgson angol természettudós írta le 1845-ben. Sorolták a Cettia nembe Cettia fortipes néven.

## Alfajai
- Horornis fortipes davidiana (J. Verreaux, 1870) – közép, dél- és délkelet-Kínától, észak-Laoszig és észak-Vietnámig;
- Horornis fortipes fortipes (Hodgson, 1845) – kelet-Nepáltól dél-Kínáig, Bhután, északkelet-India, nyugat- és észak-Mianmar;
- Horornis fortipes pallida (W. E. Brooks, 1871) – északnyugat-Himalája (észak-Pakisztántól nyugat-Nepálig);
- Horornis fortipes robustipes (Swinhoe, 1866) – Tajvan.

## Előfordulása
Dél- és Délkelet-Ázsiában, Banglades, Bhután, Kína, India, Laosz, Mianmar, Nepál, Pakisztán, Tajvan és Vietnám területén honos. 
Természetes élőhelyei a szubtrópusi vagy trópusi hegyi esőerdők, mérsékelt övi erdők, cserjések és ültetvények. Állandó, de nem megfelelő körülmények hatására alacsonyabb területekre vonul.

## Megjelenése
Testhossza 13 centiméter.
|  |

## Életmódja
Valószínűleg gerinctelenekkel táplálkozik.

## Természetvédelmi helyzete
Az elterjedési területe rendkívül nagy, egyedszáma viszont csökken, de még nem éri el a kritikus szintet. A Természetvédelmi Világszövetség Vörös listáján nem fenyegetett fajként szerepel.